# Conspiration indo-allemande
Sous l'expression « conspiration indo-allemande » sont réunies plusieurs tentatives, conçues entre 1914 et 1917 pendant la Première Guerre mondiale, d'organiser une rébellion de toute l'Inde contre la domination de l'Empire colonial britannique.

## Objectifs
Parmi les conspirateurs, on trouvait des nationalistes radicaux en Inde, le Parti Ghadar (en) aux États-Unis et le Comité de Berlin. Cette conspiration, née au début de la guerre, reçut un large soutien du mouvement républicain irlandais, du ministère allemand des Affaires étrangères et du consulat allemand à San Francisco, ainsi qu'une certaine aide de la Turquie ottomane. Le plan le plus important visait à fomenter des troubles et déclencher une mutinerie générale des Indiens dans l'Armée des Indes britanniques du Pendjab (en) à Singapour. Il était prévu que ce complot fût exécuté en février 1915 et chasserait le pouvoir britannique du sous-continent indien. Au bout du compte, la Mutinerie de février (en) échoua du fait que les services secrets britanniques, ayant infiltré le mouvement ghadarite, arrêtèrent ses principaux chefs. On écrasa aussi à l'intérieur de l'Inde des mutineries dans quelques petites unités et garnisons.

## Autres événements
Parmi les autres événements en rapport avec cette conspiration figurent la mutinerie de Singapour (en) en 1915, l'affaire de l'Annie Larsen (en), le complot de Noël (en), l'expédition Niedermayer-Hentig (en), la mutinerie en Inde des Rangers de Connaught (en), et également, selon certaines sources, l'explosion de Black Tom en 1916 près de New-York. Pendant la Première Guerre mondiale il y eut également des tentatives de subversion parmi les soldats de l'Indian Army qui opérait au Moyen-Orient (voir théâtre moyen-oriental de la Première Guerre mondiale).
Dans le monde entier, cette alliance entre les Indiens, les Irlandais et les Allemands fit l’objet d’une surveillance par les services secrets britanniques, qui réussirent à prévenir de nouvelles tentatives. Les services de renseignements américains arrêtèrent des personnages-clés à la suite de l'affaire de l'Annie Larsen en 1917. Il en résulta en Inde le procès de la conspiration de Lahore (en) de même qu’aux  États-Unis le procès de la Conspiration hindo-allemande (en) – qui fut à l’époque le procès le plus long et le plus coûteux jamais organisé dans le pays.

## Conséquences
Cette série d'événements eut des conséquences importantes pour le mouvement pour l'indépendance de l'Inde. Bien qu’étouffé en plus grande partie vers la fin de la Première Guerre mondiale, il fut en définitive un facteur important pour la réforme de la politique envers les indigènes dans l'Empire britannique des Indes. Pendant la Seconde Guerre mondiale des tentatives similaires virent le jour en Allemagne, en Italie et dans l'Asie du Sud-Est, avec respectivement la formation de la Legion Freies Indien, du Battaglione Azad Hindoustan et de l'Armée nationale indienne.